# 남아프리카 영어
남아프리카 영어(South African English, SAfrE, SAfrEng, SAE, en-ZA)는 남아프리카 공화국의 공용어의 하나로, 영어의 방언의 일종이다.

## 차이
남아공 영어는 철자와 발음이 영국식이다. 또한 아프리칸스어와 반투어의 영향으로 아프리칸스어 및 반투어에서 들어온 차용어가 좀 있다.

## 같이 보기
- 영국 영어